# Macrons
Pour les articles homonymes, voir Macron.
Les Macrons, Macrones ou Makrones (géorgien : მაკრონები, Makronebi ; grec ancien : Μάκρωνες) sont un peuple antique de la région du Pont, entre les Alpes pontiques et le Pont-Euxin.

## Noms
Le nom de Macrons peut être relié à celui de Kromni (el) (Κρώμνη, aujourd'hui Yağlıdere en Turquie, au nord-est de Gümüşhane qui a été au XIXe siècle un haut-lieu crypto-chrétien (en)) ; ma- ou mo- est un préfixe kartvélien qui marque souvent la formation d'un ethnonyme à partir d'un nom de lieu. La linguistique caucasienne y a aussi vu la racine kol=kar de Colchide.
Dans le Périple du Pseudo-Scylax figurent à cet endroit les grec ancien : Μακροκέφαλοι : Makroképhaloi (« grosses têtes »), peut-être un sobriquet des Macrons,. Le Circuit de la Terre du pseudo-Scymnos comme le  Périple apocryphe du Pont-Euxin (es) font explicitement des synonymes de ces deux noms.
Le nom de Machelons peut désigner soit des voisins étroitement liés aux Macrons, soit les Macrons eux-mêmes.

## Histoire
Les Macrons font l'objet de nombreuses références dans les récits classiques. Venant après Hécatée de Milet, Hérodote (vers 450 av. J.-C.) dit d'eux qu'ils étaient, comme leurs voisins les Mosches, Tibarènes (en), Mosynèques et Marres (en), des bûcherons, des constructeurs de forteresses en bois et de navires, des guerriers sur terre et sur mer tributaires de l'Empire achéménide, inclus sous Darius Ier dans la 19e satrapie, ayant combattu sous Xerxès Ier, et qu'ils pratiquaient la circoncision, signe d'une influence colchidienne. 
Xénophon (430-355 av. J.-C.) situe leur territoire entre le mont Techès (en), à l'est, et les abords de Trébizonde (Trabzon en Turquie moderne). Le pseudo-Scylax et Strabon confirment une position dans l'arrière-pays de cette colonie grecque ; en revanche, Hécatée et, sans doute à sa suite, Apollonios de Rhodes et Denys le Périégète, ainsi que Pline l'Ancien, quoique de façon confuse, ou encore l'auteur du Périple apocryphe du Pont-Euxin, qui suit Arrien, placent les Macrons plus à l'ouest, entre Trébizonde et Kérassonte. Ces variations se mêlent à celles des limites données à la Colchide, que Xénophon étend vers le sud-ouest jusqu'à cette région tandis que le pseudo-Scylax la cantonne à peu près au bassin du Phase. 

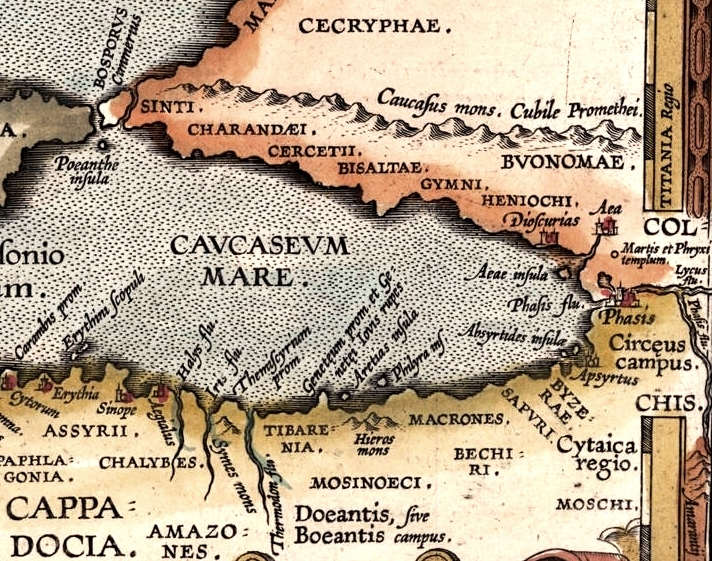
Les Macrons sur une carte du voyage des Argonautes d'Abraham Ortelius (1624).

Strabon écrit que les populations anciennement appelées Macrons portent, à son époque (à l'approche du Ier siècle), le nom de Sanni, alors que Pline les mentionne comme deux peuples distincts. Cette identification, reprise par Étienne de Byzance (VIe siècle), combinée à l'affirmation de Procope de Césarée qui fait de Sanoi l'ancien nom des Tzanniens, permet de relier ceux-ci aux Macrons.
Les kartvélologues modernes considèrent souvent les Macrons, avec leurs voisins les Chalybes, Mosynèques, Tibarènes ou Leucosyriens (en), comme une population aborigène dont la présence dans le Nord-Est de l'Anatolie aurait précédé celle des Hittites ; les noms énumérés par Hérodote renverraient à des peuples caucasiens de langues kartvéliennes qui auraient survécu à la disparition de l'Urartu et dont descendraient les Zanes, ethnie géorgienne de l'actuelle Turquie. La mention des Macrons parmi les Pélasges, tirée du scholiaste d'Apollonios de Rhodes, est invoquée à l'appui d'une hypothèse kartvélienne de déchiffrement du linéaire A.